# 蒂埃里·诺伊维尔
蒂埃里·让·诺伊维尔（法語：Thierry Jean Neuville，1988年6月16日—）是一名比利时拉力赛车手，目前效力于现代汽车的拉力厂队现代汽车运动，驾驶现代i20 WRC赛车参加世界拉力锦标赛。他的领航员是尼古拉·吉尔苏尔（Nicolas Gilsoul）。

## 职业生涯

### 2010–12

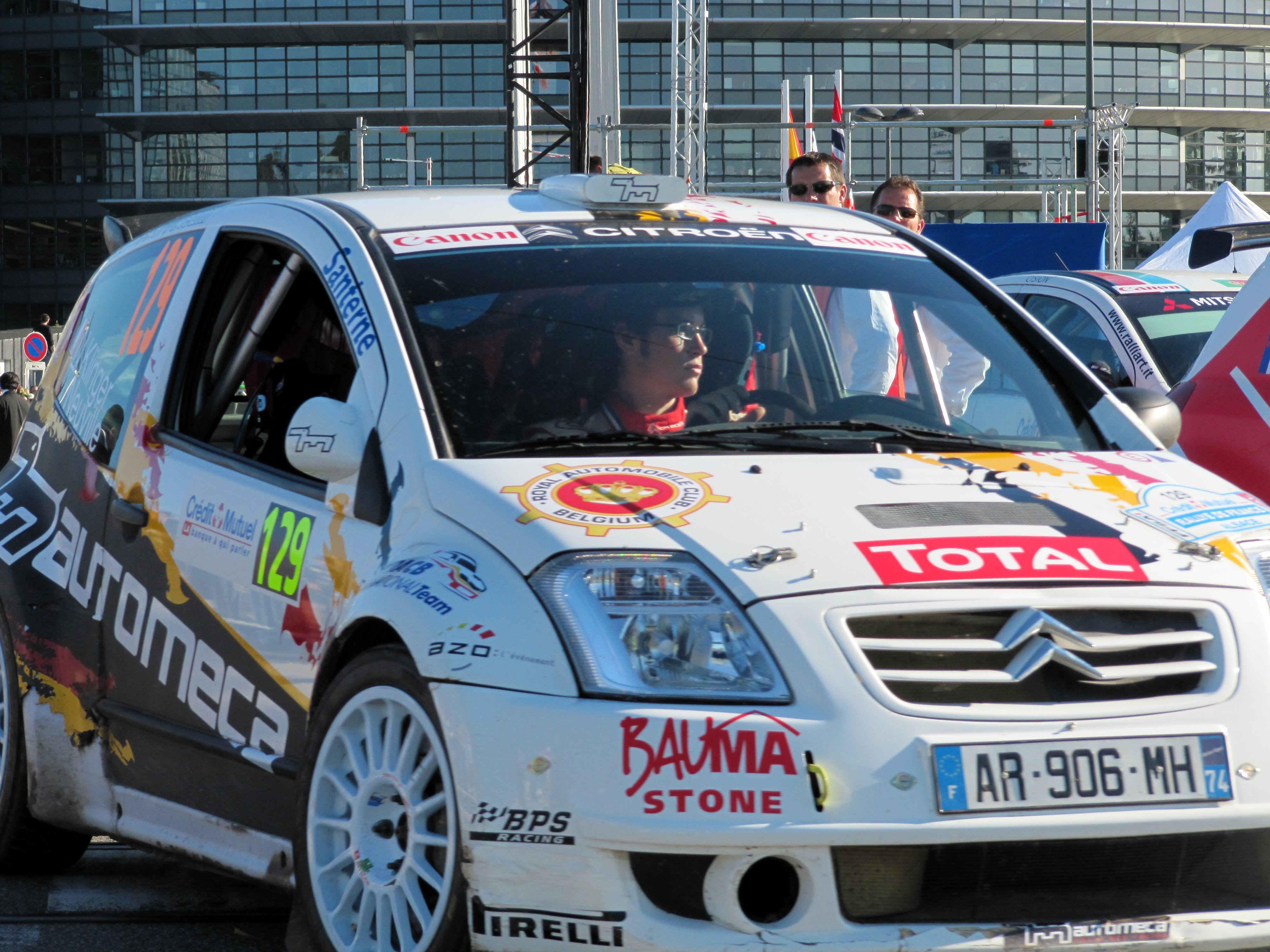
诺伊维尔在2010年法国拉力赛

2010年，诺伊维尔驾驶一辆雪铁龙C2参加2010年世界青年拉力锦标赛，获得1次分站冠军、1次季军，并有3次退赛，最终在积分榜排名第7。他还驾驶一辆半厂队的标致207超级2000赛车参加了洲际拉力挑战赛（IRC）的6站比赛，获得一次第3名和一次第4名。
2011年，诺伊维尔全时参加IRC比赛，继续驾驶半厂队的标致207超级2000赛车。他在科西嘉岛拉力赛和圣雷莫拉力赛取得了两场胜利，此外还两次登上领奖台，最终在积分榜排名第5。
此后，雪铁龙签下了诺伊维尔，参加2012年世界拉力锦标赛。他驾驶雪铁龙DS3 WRC赛车参加了赛季的全部比赛，除其中两站代表卡塔尔世界拉力车队参赛以外，其余比赛均代表雪铁龙青年队出战。他在6场比赛中获得积分，包括在法国站获得第4名，在阿根廷和新西兰获得第5名，最终在车手积分榜排名第7。

### 2013
2013赛季诺伊维尔转投福特阵营，效力于由M-Sport运营的卡塔尔世界拉力车队，驾驶福特嘉年华RS WRC赛车参加赛季的全部分站赛。在蒙特卡洛拉力赛，他在第3赛段冲出赛道退赛。之后他在瑞典站获得第5名。在墨西哥站，他获得了第3名，这是他在WRC中首次登上领奖台。在阿根廷站取得第5名之后，他在希腊站再次获得第三。随后，他在意大利、芬兰、德国、澳大利亚连续4站获得亚军，其中在德国站还一度领先。他的排名上升到积分榜第2位，仅次于席卷赛季的大众车手塞巴斯蒂安·奥吉尔。在法国站奥吉尔提前加冕世界冠军之后，诺伊维尔以一个季军和两个第4名完成了剩余比赛，最终获得年度车手亚军，排在经验更为丰富的嘉利-马蒂·拉特瓦拉、米科·希尔沃宁等车手之前。

### 2014
2013年11月5日，现代汽车运动宣布与诺伊维尔签订多年合约，2014赛季他将代表现代参加世界拉力锦标赛。虽然受限于现代i20 WRC赛车的表现，诺伊维尔仍然在墨西哥和波兰两次登上领奖台，并在德国拉力赛夺得自己首个分站冠军，这也是现代汽车在WRC的首场胜利。

### 2015
诺伊维尔在2015赛季初表现强劲，分别在蒙特卡洛拉力赛和瑞典拉力赛中获得第五名和第二名。在墨西哥站的第三轮比赛中，尽管首日与塞巴斯蒂安·奥吉尔（Sébastien Ogier）争夺领先位置，但最终因冲出赛道仅获得第八名。赛季剩余的比赛对诺伊维尔来说并不顺利，他在阿根廷拉力赛的最后阶段发生撞车事故，仅在意大利站登上一次领奖台。诺伊维尔仍以第六名的成绩结束赛季。

### 2016
2016赛季，诺伊维尔在蒙特卡洛拉力赛中以第三名开局，但随后在瑞典站遭遇机械故障，在墨西哥站退赛，未能获得积分。在葡萄牙站，他因现代车队的计算失误导致燃油耗尽，未能完赛。然而，在撒丁岛站，诺伊维尔状态回升，赢得19个赛段中的9个，最终以约25秒的优势击败雅里-马蒂·拉特瓦拉（Jari-Matti Latvala）夺冠。赛季末，他连续五站登上领奖台，以160分获得年度亚军。

### 2017
2017赛季初诺伊维尔表现不佳，但在墨西哥站获得第三名后，他在科西嘉站和阿根廷站连续夺冠，成为世界冠军的有力竞争者。尽管在葡萄牙站和撒丁岛站未能夺冠，诺伊维尔在波兰站再次获胜，并在芬兰站后生涯首次领跑积分榜。然而，在德国站和西班牙站的失误使他失去领先优势。在澳大利亚站，诺伊维尔赛季第四次夺冠，最终以年度亚军结束赛季。

### 2018
2018赛季，诺伊维尔在蒙特卡洛站开局不利，但在瑞典站夺冠，成为第三位赢得瑞典拉力赛的非北欧车手。尽管在墨西哥站和科西嘉站表现不佳，他在阿根廷站获得第二名，并在葡萄牙站和撒丁岛站取胜。然而，在土耳其站和威尔士站的失误使他失去积分领先优势，最终在澳大利亚站退赛，连续第三年获得年度亚军。

### 2019
2019赛季，诺伊维尔在蒙特卡洛站和瑞典站连续登上领奖台，并在科西嘉站和阿根廷站夺冠。然而，在智利站的严重撞车事故使他退出比赛，并在随后的比赛中表现不佳。尽管在西班牙站夺冠，但塔纳克（Tänak）提前锁定年度冠军，诺伊维尔最终获得年度亚军，并帮助现代车队首次赢得制造商冠军。

### 2020
2020赛季，诺伊维尔在蒙特卡洛站夺冠，但因机械故障在墨西哥站和爱沙尼亚站未能完赛。在土耳其站和撒丁岛站获得亚军后，他在蒙扎站的退赛使奥吉尔赢得第七个世界冠军。诺伊维尔以第四名结束赛季，现代车队再次赢得制造商冠军。

### 2021–2024：首个世界冠军
在2021至2023赛季，诺伊维尔连续三年获得季军。2024赛季，诺伊维尔在赛季初表现强势，赢得蒙特卡洛站和阿克罗波利斯站，并在整个赛季中保持稳定表现。最终，他在2024赛季赢得首个世界拉力锦标赛冠军，成为首位比利时籍WRC世界冠军，该冠军为现代车队的第一个车手冠军。